# Komárov (Toužim)
Komárov (deutsch Kumerau) ist eine Siedlung in der Stadt Toužim (Theusing) im Okres Karlovy Vary (Bezirk Karlsbad). Der Ort liegt rund 5 km südöstlich von Toužim. Die Gemarkung umfasst etwa eine Fläche von 9,26 km².

## Geschichte
Erstmals erwähnt wurde Kumerau im 1358. Der Ort ist aber schon älter. Bis 1420 war das Dorf im königlichen Besitz. 2011 lebten in Komárov 67 Personen.
| Jahr      | 2010 | 2011 | 2015 | 2020 |
| --------- | ---- | ---- | ---- | ---- |
| Einwohner | 63   | 67   | 65   | 76   |
| Häuser    | 65   |      | 65   | 63   |

## Sehenswürdigkeiten
Die örtliche St.-Laurentius-Kirche ist aus dem 18. Jahrhundert.
Bemerkenswert ist zudem das Magistratshaus Nummer 12. Hierbei handelt es sich um ein, allerdings mehrfach umgebautes, Haus, dessen Konstruktion bis auf das Jahr 1484 zurückverfolgbar ist. Es ist damit das älteste Haus der Volksarchitektur in der Tschechischen Republik. Seit 2012 steht es unter Denkmalschutz. Eine schrittweise Renovierung ist angedacht.

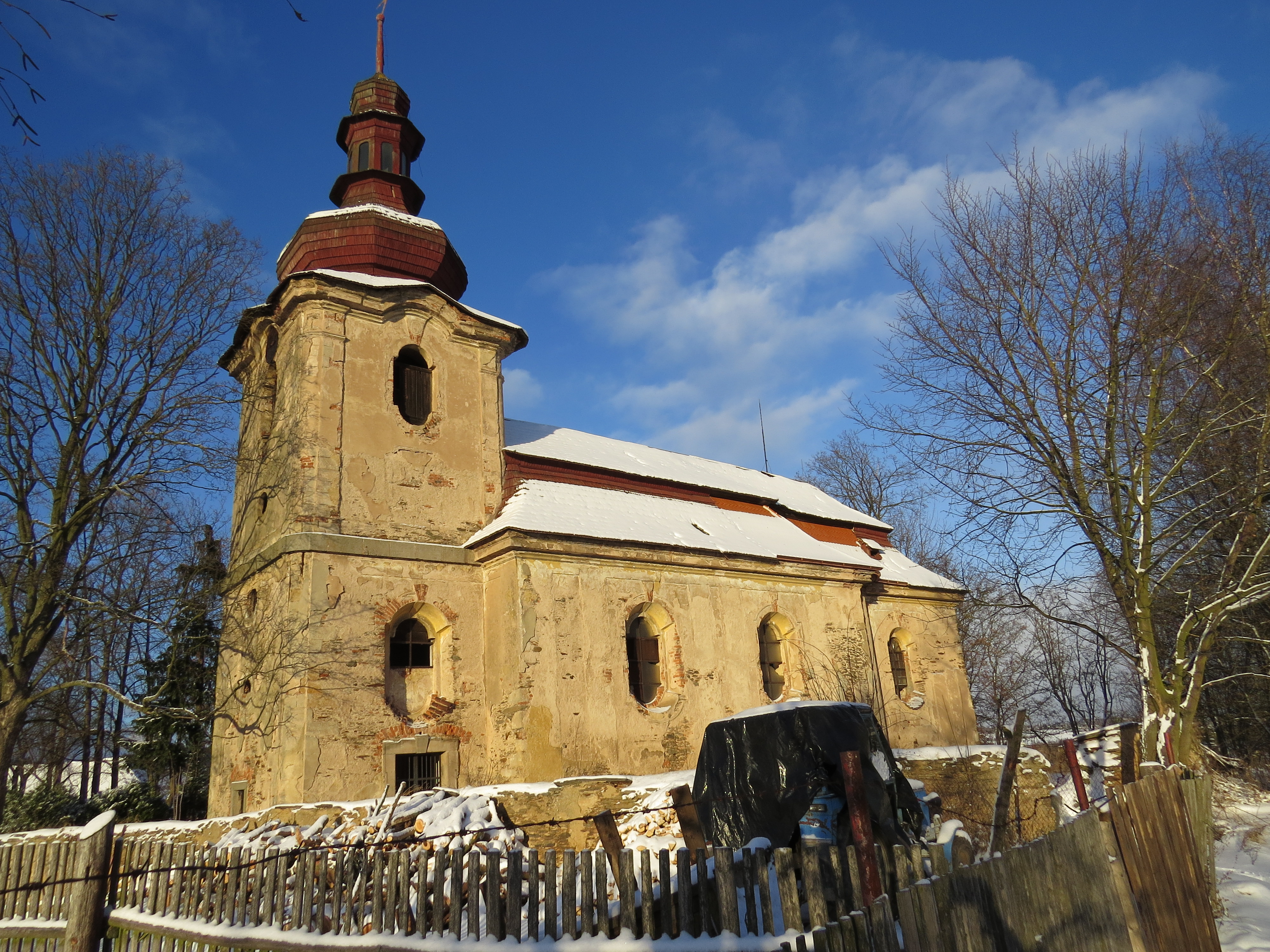
St.-Laurentius-Kirche
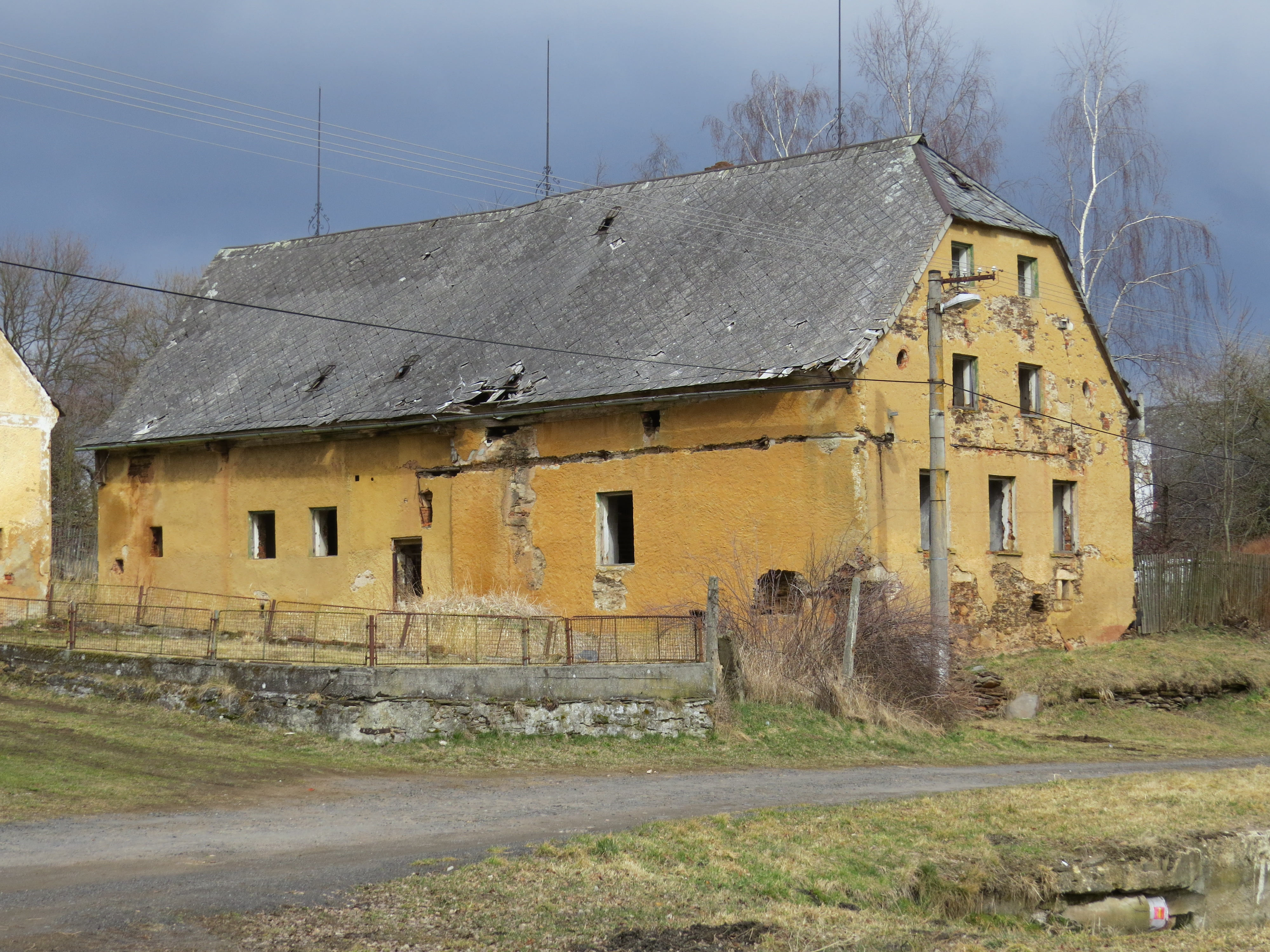
Magistratshaus Nummer 12 in den Grundfesten von 1484

## Belege
1. 1 2 3  Komárov - Komárov - Oficiální stránky města Toužim. Abgerufen am 17. März 2024.
2. ↑  STATISTICKÝ LEXIKON OBCÍ ČESKÉ REPUBLIKY 2013 Podle správního rozdělení k 1. 1. 2013 a výsledků sčítání lidu, domů a bytů  k 26. březnu 2011 Zpracoval Český statistický úřad ve spolupráci s Ministerstvem vnitra ČR. (PDF) 1. Januar 2013, S. 276, abgerufen am 16. März 2024 (tschechisch).